# Franeker
Franeker (Dialetto frisone occidentale: Frjentsjer) è una delle undici città storiche della Frisia e capoluogo della municipalità di Waadhoeke.

## Cultura

### Università
Franeker possedeva un'università importante, dismessa nel 1811 da Napoleone. Anche per questo motivo il Krystkongres, il congresso di Natale degli studenti provenienti dalla Frisia, si svolge usualmente in questa cittadina. 

### Astronomia
Franeker è una città importante nella storia dell'astronomia: possiede infatti un antico planetario funzionante da più di due secoli ed ha dato in natali a Jan Hendrik Oort.